# Schloss Prantseck

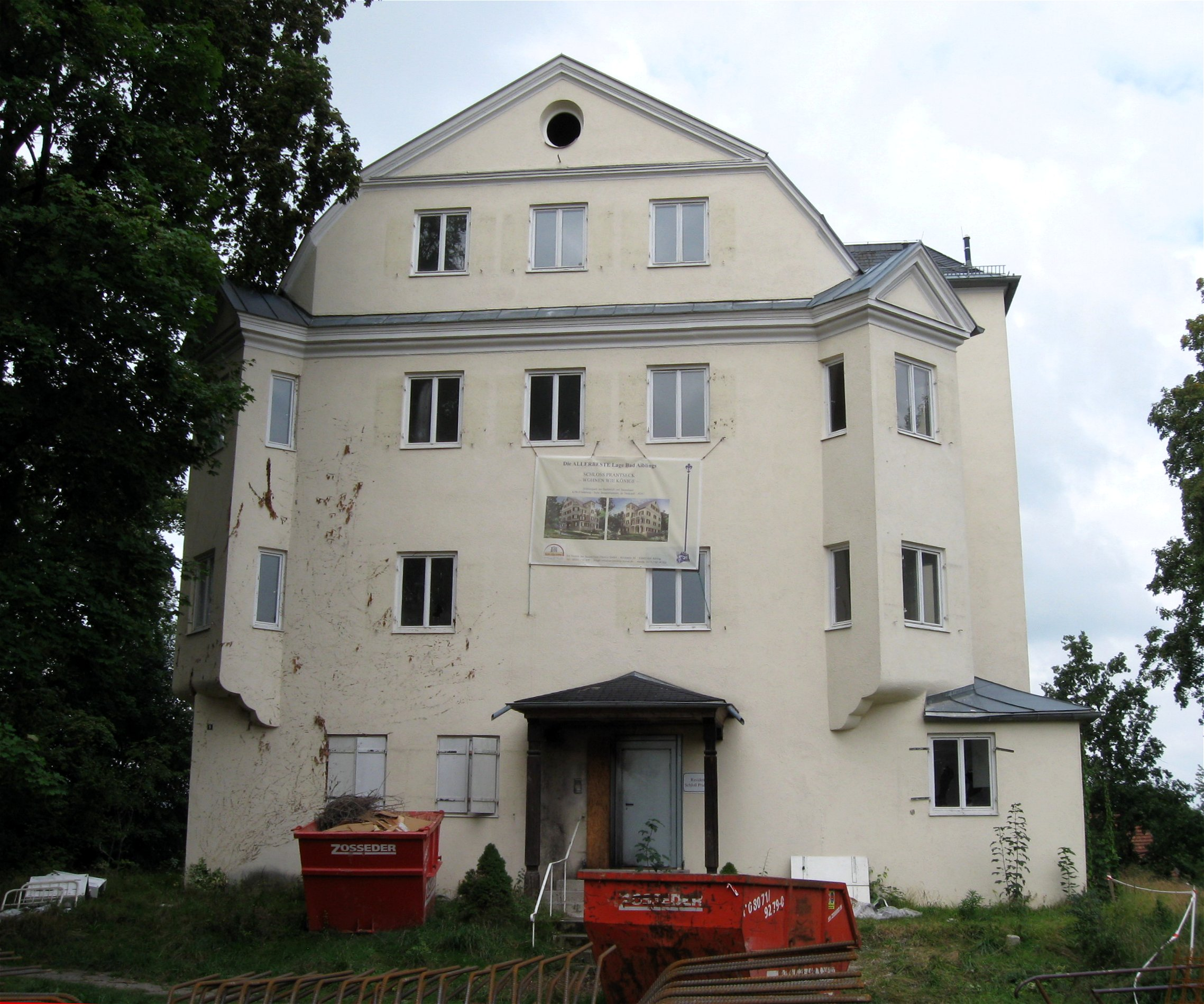
Schloss Prantseck

Das Schloss Prantseck ist ein ehemaliges Schloss in Bad Aibling. Die Anlage ist unter der Aktennummer D-1-87-117-1 als denkmalgeschütztes Baudenkmal von Bad Aibling verzeichnet. Ebenso wird sie als Bodendenkmal unter der Aktennummer D-1-8138-0263 im Bayernatlas als „untertägige spätmittelalterliche und frühneuzeitliche Befunde im Bereich von Schloss Prantseck in Bad Aibling und seines Vorgängerbaus“ geführt.

## Geschichte
Schloss Prantseck wurde von den Herren von Prant im 16. Jahrhundert als neuer Edelsitz über der Hofmühle errichtet. Allerdings starb das Adelsgeschlecht kurz danach aus, sodass das Anwesen in den folgenden Jahrhunderten mehrfach die Besitzer wechselte. Im 17. und 18. Jahrhundert wurde es ausgebaut. Der Schlosspark stammt aus dem 19. Jahrhundert.
Das Schloss Prantseck diente einige Jahre als Kurklinik. Außerdem befand sich dort ein öffentliches Hallenbad, das von einer Interessengemeinschaft betrieben wurde. Anfang Oktober 2013 wurde es wegen Einsturzgefahr geschlossen.
Derzeit wird ein möglicher Umbau zu einem Altenheim diskutiert.